# Mechanitis numerianus
Mechanitis numerianus är en fjärilsart som beskrevs av Felder 1865. Mechanitis numerianus ingår i släktet Mechanitis och familjen praktfjärilar. Inga underarter finns listade i Catalogue of Life.